# Яків I (король Кіпру)
Яків (Жак) I (фр. Jacques; 1334 — 9 вересня 1398) — король Кіпру (1382—1398) та Кілікійської Вірменії (1393—1398).

## Життєпис
Був четвертим сином короля Гуго IV й Аліси д'Ібелін, а також молодшим братом короля Петра I. Успадкував трон після смерті свого племінника Петра II, який не мав спадкоємців.
Ще в якості конетабля Єрусалимського королівства Жак керував кіпрським спротивом у війні проти генуезців в 1373-1374 роках.
Після вбивства короля Петра I його наближеними Жак і його старший брат Жан де Лузіньян стали регентами при неповнолітньому сині короля Петрі II. В той момент почалась війна Кіпру з Генуєю. Під час вторгнення генуезців до Кіпру інші два сини Гуго, Жак і Жан, безпосередньо керували бойовими діями. Жак успішно оборонявся в Кіренеї, відбиваючи атаки генуезців, і той спротив зрештою приніс йому перемогу. Втім його племінник Петро II уклав із генуезцями договір, відповідно до якого Жак мав залишити Кіпр, що той і зробив 1374 року, виїхавши з дружиною до Європи. Дорогою він відвідав Родос, де його схопили генуезці й заручником відправили до Генуї. 
Коли 1382 року помер Петро II, не лишивши спадкоємців, парламент Кіпру обрав королем Жака, коли той перебував у Генуї. Генуезці відпустили його для сходження на престол, попередньо провівши з ним перемовини та підписавши 2 лютого 1383 року мирну угоду. Відповідно до того документу Генуя отримувала нові привілеї в торгівлі, й Фамагуста залишалась під генуезьким управлінням.
Був одружений зі своєю кузиною Ельвіс (Елізою) Брауншвейг-Грубенгагенською з дому Вельфів. Король Яків мав дванадцятьох дітей, більшість з яких народились під час його ув'язнення в Генуї.
До його повернення Кіпром правили 12 аристократів. Після його повернення 1383 року його не прийняли, тому він повернувся до Генуї. Ті аристократи на чолі з братами Пероттом і Вільмондом Монтолів перешкоджали поверненню Жака, вважаючи ситуацію сприятливою для захоплення влади в королівстві. Вони продовжували спротив до 1385 року, а тоді в квітні Жак повернувся на Кіпр і висадився в Нікосії, де його радо зустріли. Був коронований у травні 1385 року в соборі Святої Софії в Нікосії. Після коронації він заарештував і покарав своїх противників.
1393 року, після смерті короля Вірменії Левона VI, долучив титул короля Вірменії. Те королівство вже скоротилось до єдиного міста Корікоса, що за Петра I було під владою кіпріотів.

## Родина
Дружина — Ельвіс (Еліза) Брауншвейг-Грубенгагенська з дому Вельфів.
Діти:
- дочка, ім'я якої невідоме, померла на Родосі 1374 року
- Янус (1375—1432), король Кіпру
- Філіп де Лузіньян (пом. бл. 1430 чи 1428/1432), конетабль Кіпру, одружений не був, але мав позашлюбного сина Ланселота де Лузіньяна (пом. після 1450), кардинала й католицького патріарха Єрусалима
- Анрі де Лузіньян (убитий 7 липня 1427), титулярний князь Галілеї, військовий вождь Єгипту, був одружений 1406 року з Елеонорою де Лузіньян (пом. 1414)
- Од де Лузіньян (пом. 1421 у Палермо), номінальний сенешаль Єрусалима, на службі у короля Арагону
- Гуго де Лузіньян (пом. 1442 в Женеві), регент Кіпру кардинал та архієпископ Нікосії
- Гі де Лузіньян, конетабль Кіпру
- Жак де Лузіньян (помер 1396/1398)
- Ешива де Лузіньян (пом. після 1406)
- Марія де Лузіньян (1381 — 4 вересня 1404), вийшла заміж за неаполітанського короля Ладислава, дітей не мала
- Агнеса де Лузіньян (бл. 1382 — 1 березня 1459)
- Ізабелла Лузіньян
- Філіп де Лузіньян, конетабль Кіпру, пом. 1428/32